# Sanpolino (metropolitana di Brescia)
Sanpolino è una stazione della metropolitana di Brescia, collocata in corso Luigi Bazoli.

## Storia
Il cantiere della stazione ha interessato l'intera area circostante per una riorganizzazione della viabilità e per consentire un corretto inserimento dell'infrastruttura a livello paesaggistico.
La stazione è operativa dal 2 marzo 2013.

## Strutture e impianti
La stazione, sorgendo al centro del moderno e innovativo quartiere di Sanpolino, è stata progettata per adeguarsi ai particolari canoni architettonici del contesto, con largo utilizzo di superfici vetrate e ricercata messa in evidenza dei tratti moderni e tecnologici della linea metropolitana.
Alla base del viadotto dove scorre la linea sono stati ricavati due lunghi filari di parcheggi a raso per un totale di circa 1400 posti auto, in grado di calamitare l'utenza proveniente da nord, in particolare dalla trafficata direttrice di viale Sant'Eufemia e da Botticino.
Nel 2017, i piloni del sopracitato viadotto sono stati decorati con dei graffiti (Street Art) finanziati con un progetto di rinnovo urbanistico sponsorizzato dal comune di Brescia in collaborazione con varie associazioni del territorio e l'Accademia delle Belle Arti cittadina .

## Interscambi
Nelle vicinanze della stazione effettuano fermata alcune linee urbane di superficie, gestite da Brescia Trasporti.

## Servizi
La stazione dispone di:
- Biglietteria automatica